# Kruseman & Tjeenk Willink
De firma Kruseman & Tjeenk Willink was een in Haarlem gevestigde uitgeverij, die is opgericht in 1874 door Arie Cornelis Kruseman (1818-1894) en Hermanus Diedericus Tjeenk Willink (1843-1917). De uitgeverij heeft bestaan tot 1877.
Kruseman wordt wel beschouwd als een van de meest invloedrijke uitgevers van de negentiende eeuw. Hij werkte van 1840 tot 1857 in Haarlem als boekverkoper. Van 1851 tot 1866 werkte hij als drukker. Van 1866 tot 1878 legde hij zich toe op het uitgeven van boeken, de laatste vier jaar in een vennootschap met Tjeenk Willink.
Tjeenk Willink was een doopsgezinde predikant, die in 1873 naar Haarlem verhuisde, en toen een vennootschap aanging met Kruseman. "Lang zou deze niet bestaan, want al spoedig trad Kruseman uit de firma."

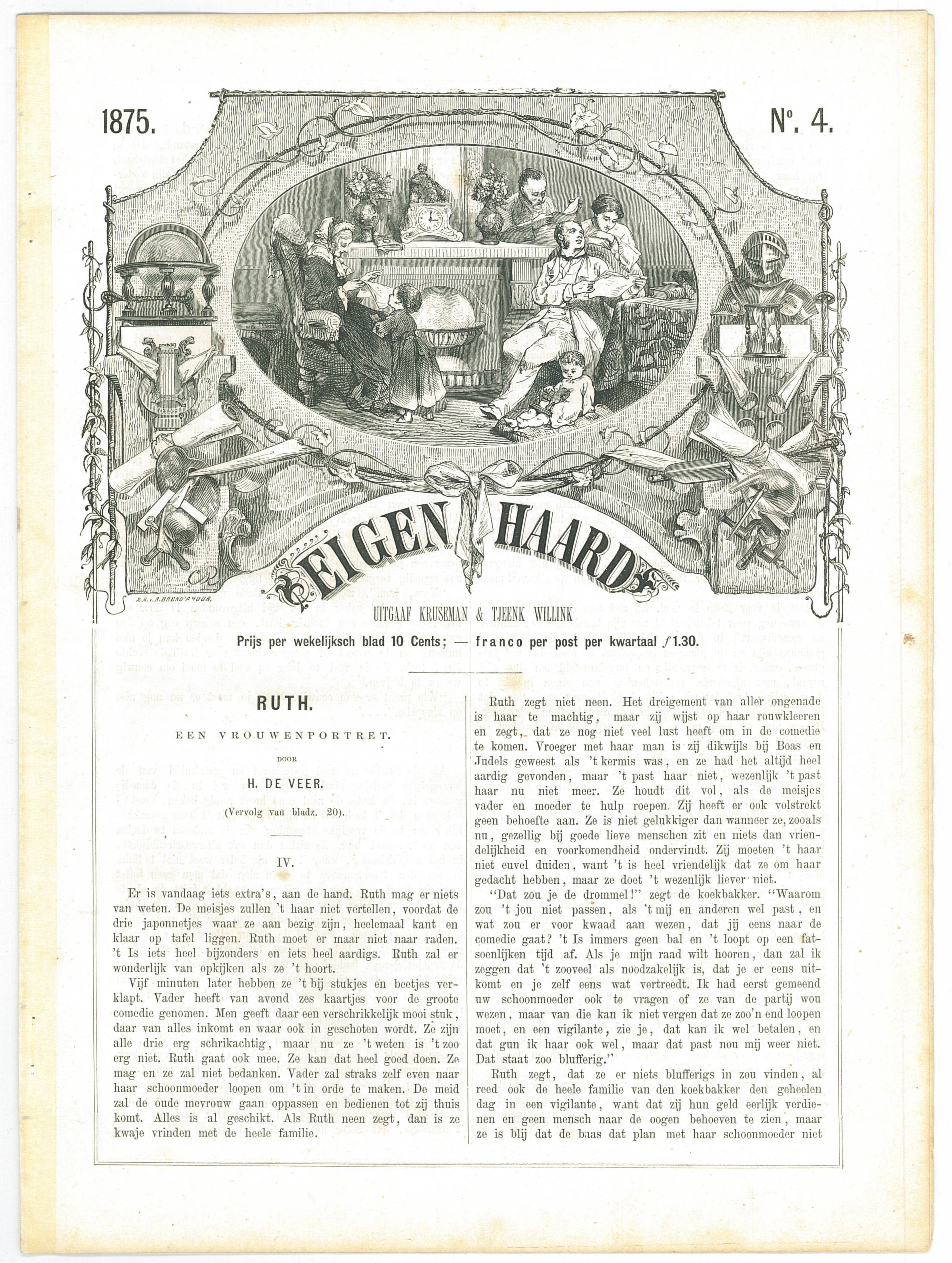
Eigen Haard 1875, no. 4; uitgegeven bij Kruseman & Tjeenk Willink

Tot de door de fa. Kruseman & Tjeenk Willink uitgegeven boeken behoren:
- Schotel, dr. G.D.J. (1874). Zeden en gebruiken aan de Zaanstreek. Geraadpleegd op 11 september 2019.[5]
- Schotel, dr. G.D.J. (1875). De Academie te Leiden in de 16e, 17e en 18e eeuw. Geraadpleegd op 11 september 2019.[6]
- Craandijk, Jacob (1875-1884) - Wandelingen door Nederland met pen en potlood (in zeven delen).  Hiervan verschenen de eerste drie delen bij Kruseman & Tjeenk Willink. Latere delen werden uitgegeven door H.D. Tjeenk Willink.
- Potgieter, E.J (1875-1876) - 'Schetsen en verhalen,' in: 'Verspreide en nagelaten werken,' (red. Joh. C. Zimmerman), in drie delen.[7]
- Balsem, Nicolaas Cornelis (samenst.) (1876) - Mannen van beteekenis in onze dagen: levensschetsen en portretten. (later, o.a. in 1879, 1880, 1891, verschenen bij uitgeverij H.D. Tjeenk Willink).[8]
- de Vries, Hugo (1876) – De voeding der planten (eerste druk; de  tweede druk, die verscheen in 1886 werd uitgegeven bij H.D. Tjeenk Willink & Zoon).
- Calcar, Elise van (1877) - Sophia Frederika Mathilda, Koningin der Nederlanden, als vorstin en moeder geschetst voor hare landgenooten.[9]
- Nieuwenhuyzen Kruseman, Jan (1877) – Het behoud van arbeidsvermogen.[10]

De uitgeverij bracht sinds 1875 jaarlijks de uitgave Vragen des Tijds op de markt.
De eerste jaargangen van het tijdschrift Eigen Haard, dat van 1875 tot 1941 verscheen, werden uitgegeven door Kruseman & Tjeenk Willink.
De bekende reeks De Aarde en haar Volken verscheen eveneens enkele jaren bij uitgeverij Kruseman & Tjeenk Willink.